# Knaberscenen
Knaberscenen er et teater- og biografhus i Aalestrup i Himmerland. 
Knaberscenen kan bruges både til biograf og teatersal. Med opstilling til biograf er der 96 faste pladser. Med teateropstilling er der 96 faste stole + 134 flexstole – i alt 230 pladser. Knaberscenen benyttes af blandt andet til "Membranens" og Aalestrup Naturefterskoles teatervirksomhed.